# Angélica, Mato Grosso do Sul
Angélica este un oraș în statul Mato Grosso do Sul (MS), Brazilia.